# كلية أكسفورد الجامعية
كلية أكسفورد الجامعية (بالإنجليزية: University College, Oxford)‏ هي كلية في جامعة أكسفورد، تأسست في 1248، في المملكة المتحدة، وكان مؤسسها هو William of Durham ‏.

## خريجون بارزون
- بوب هوك: رئيس وزراء أستراليا في الفترة من 1983 إلى 1991.
- ستيفن هوكينج